# Cohomologie de Spencer
Pour les articles homonymes, voir Spencer.
La cohomologie de Spencer est la cohomologie d'une variété à coefficients dans le faisceau de solutions d'un opérateur différentiel partiel linéaire. Elle est introduite par Donald Spencer en 1969.